# Rio Mucuru
Rio Mucuru är ett vattendrag i Brasilien.   Det ligger i delstaten Amapá, i den norra delen av landet, 1 800 km norr om huvudstaden Brasília.
I omgivningarna runt Rio Mucuru växer i huvudsak städsegrön lövskog. Trakten runt Rio Mucuru är nära nog obefolkad, med mindre än två invånare per kvadratkilometer.